# Pokrowśke (rejon bachmucki)
Pokrowśke (ukr. Покровське) – wieś na Ukrainie, w obwodzie donieckim, w rejonie bachmuckim. W 2001 liczyła 1333 mieszkańców, spośród których 917 posługiwało się językiem ukraińskim, 403 rosyjskim, 1 mołdawskim, a 12 innym.